# غابرييلا دوس سانتوس
غابرييلا بيريرا دوس سانتوس (من مواليد 28 مارس 2002) هي عارضة أزياء وملكة جمال من كوراساو توجت ملكة جمال كوراساو 2022 وستمثل كوراساو في ملكة جمال الكون 2022.